# Штраух, Максим Максимович
Макси́м Макси́мович Штра́ух (11 [23] февраля 1900, Москва, Российская империя — 3 января 1974, Москва, СССР) — советский, российский актёр театра и кино, театральный режиссёр. Народный артист СССР (1965). Лауреат Ленинской (1959) и трёх Сталинских премий (1949, 1951 — дважды).

## Биография

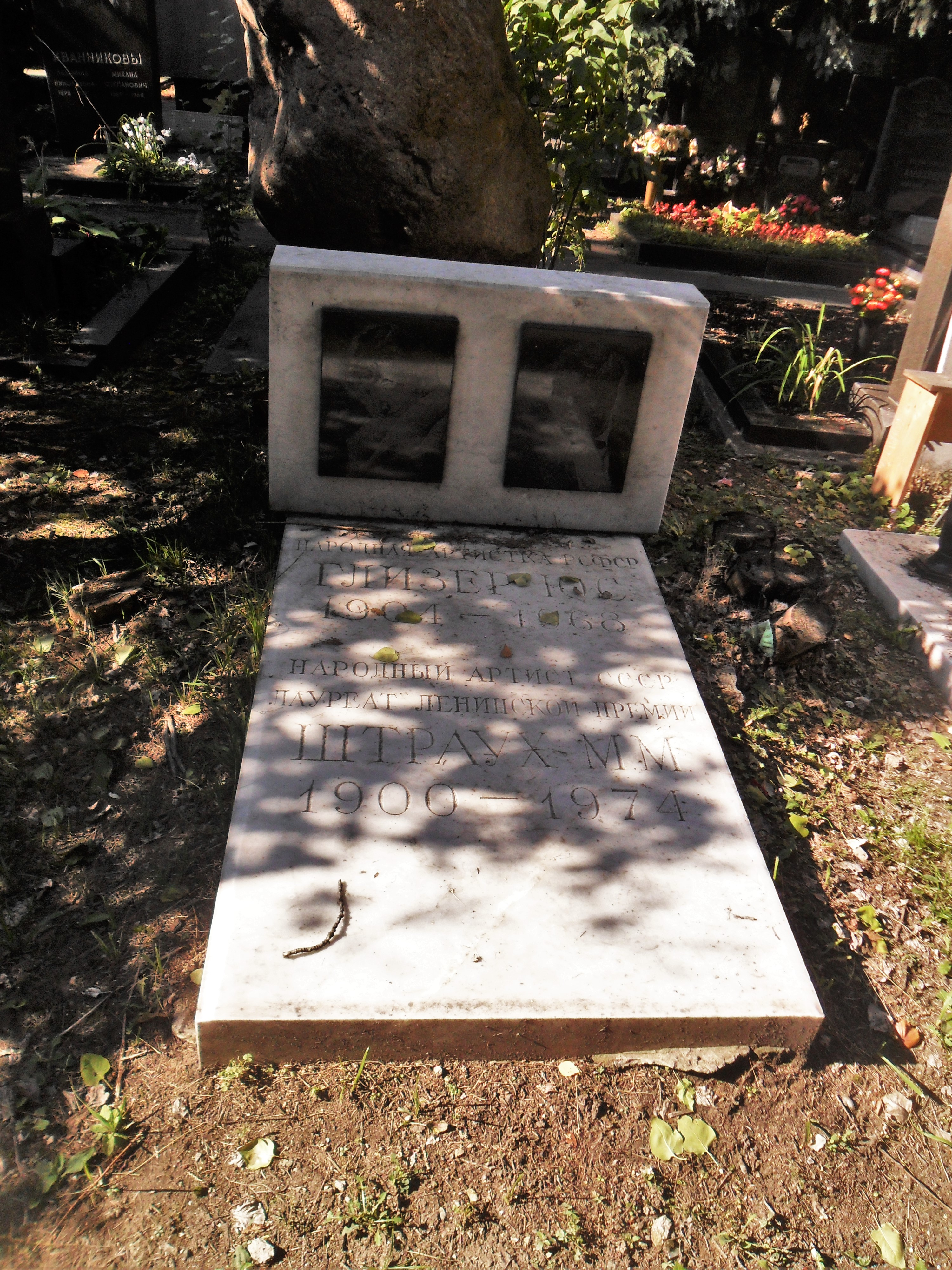
Могила Глизер и Штрауха на Новодевичьем кладбище Москвы.

Родился 11 (23) февраля 1900 года (в некоторых источниках указано 24 февраля) в Москве, в семье Максима Августовича Штрауха (1856—1904), врача Петропавловского мужского училища и попечительства Набилковского богадельного дома, статского советника. Семья жила на Маросейке, Козьмодемьянский переулок, дом Конкина, кв. 32. Его мать Маргарита Штраух (в девичестве Шейман, 1871—1905) умерла, когда сыну было пять лет и он остался сиротой.
В 1910—1918 годах учился в Петропавловской гимназии в Москве. С 1916 года работал карикатуристом в театральном журнале «Рампа и жизнь». В 1919—1921 годах служил в Красной армии (фельдъегерь Фельдъегерского корпуса Всероглавштаба при Реввоенсовете Республики). 
С 1921 года — актёр Первого рабочего театра Пролеткульта. В 1924—1929 годах — артист и режиссёр-ассистент фабрики «Госкино» в Ленинграде (ныне — киностудия «Ленфильм»). В 1929—1931 годах — актёр и режиссёр Театра им. В. Э. Мейерхольда, с 1932 года — Московского театра Революции (с 1943-го — Московский театр драмы, ныне — Театр имени Вл. Маяковского; в 1938—1942 годах — художественный руководитель).
В 1950—1957 годах — актёр Малого театра, в 1957—1958 годах — Московского драматического театра имени А. С. Пушкина, с 1958 года — вновь актёр и режиссёр Театра имени Вл. Маяковского.
В постановках С. М. Эйзенштейна и спектаклях В. Э. Мейерхольда проявил себя как актёр, склонный к эксцентрике и публицистическому гротеску, создал сатирические образы в пьесах В. В. Маяковского — Победоносиков («Баня»), Присыпкин («Клоп») и другие. В ряде ролей показал себя как мастер психологического анализа и человечности — Рубинчик («Улица радости» Н. А. Зархи), Руководящее лицо («Мой друг» Н. Ф. Погодина).
Творческим успехом стало воплощение образа В. И. Ленина в спектаклях и в фильмах, поставленных режиссёром С. И. Юткевичем — «Человек с ружьём» (1938), «Яков Свердлов» (1940), «Рассказы о Ленине» (1958), «Ленин в Польше» (1965) и др.
Член правления общества «СССР — Франция». Автор книги «Главная роль» (Москва: Всероссийское театральное общество, 1977).
Скончался 3 января 1974 года. Похоронен в Москве на Новодевичьем кладбище (участок № 7).

### Семья
Жена — Юдифь Глизер (1904—1968), актриса театра и кино. Народная артистка РСФСР (1954).

## Награды и звания
- заслуженный артист Республики[8]
- народный артист РСФСР (1947)
- народный артист СССР (1965)
- Сталинская премия второй степени (1949) — за исполнение роли в спектакле «Закон чести» А. П. Штейна[9]
- Сталинская премия первой степени (1951) — за исполнение роли В. И. Ленина в спектакле «Незабываемый 1919-й» В. В. Вишневского
- Сталинская премия второй степени (1951) — за исполнение роли американского посла Мак-Хилла в фильме «Заговор обречённых» (1950)
- Ленинская премия (1959) — за исполнение роли В. И. Ленина в фильме «Рассказы о Ленине»
- орден Ленина (1970)
- орден Трудового Красного Знамени (1939) — за исполнение роли В. И. Ленина в фильмах «Выборгская сторона» (1938) и «Человек с ружьём» (1938)[10]
- медаль «За доблестный труд в Великой Отечественной войне 1941—1945 гг.» (1946)
- медаль «В память 800-летия Москвы» (1948)
- медаль «За доблестный труд. В ознаменование 100-летия со дня рождения Владимира Ильича Ленина» (1970)
- Медаль «За активность в конкурсах» (1962)
- МКФ в Карловых Варах (1958, Премия «За своеобразное, впечатляющее и глубоко человечное воплощение образа Ленина», фильм «Рассказы о Ленине»)
- ВКФ в Киеве (1959, Почётный диплом, фильм «Рассказы о Ленине»)
- Почетная грамота «Гражданин года Татровского района» (Польша) (1967)

## Творчество

### Актёрские работы в театре

#### Первый Рабочий театр Пролеткульта
- 1921 — «Мексиканец» по Д. Лондону — Филип Ривера
- 1921 — «Зори Пролеткульта» В. В. Игнатова — Тимирязев
- 1923 — «Мудрец» А. Островского — Мамилюков-Проливной
- 1923 — «Слышишь, Москва» С. М. Третьякова — Штумм
- 1924 — «Противогазы» С. М. Третьякова — директор завода

#### Театр им. Вс. Мейерхольда
- 1930 — «Баня» В. В. Маяковского — Победоносиков
- 1930 — «Клоп» В. В. Маяковского — Присыпкин
- 1930 — «Д. Е.» («Даёшь Европу!») М. Г. Подгаецкого по романам И. Г. Эренбурга «Трест Д. Е.» и Б. Келлермана «Туннель» — Председатель палаты депутатов
- 1931 — «Список благодеяний» (Ю. К. Олеши) — Маржерет

#### Театр Революции
- 1932 — «Улица радости» (Н. А. Зархи) — портной Рубинчик
- 1932 — «Мой друг» (Н. Ф. Погодина) — руководящее лицо
- 1933 — «На Западе бой» В. В. Вишневского — Моске
- 1936 — «Концерт» А. М. Файко — композитор Шигорин
- 1937 — «Правда» А. Е. Корнейчука — В. И. Ленин
- 1938 — «Иван Болотников» Г. В. Добржинского — Василий Шуйский
- 1941 — «Ключи Берлина» М. С. Гуса и К. Я. Финна — Фридрих
- 1942 — «Московские ночи» Н. Ф. Погодина — Радомыслов
- 1942 — «Фронт» А. Е. Корнейчука — Иван Горлов
- 1944 — «Сыновья трёх рек» В. М. Гусева — Вильгельм Баумволь
- 1945 — «Обыкновенный человек» Л. М. Леонова — Свеколкин
- 1947 — «Закон чести» А. П. Штейна — Председатель правительственной комиссии

#### Малый театр
- 1949 — «Незабываемый 1919-й» Вс. В. Вишневского — В. И. Ленин
- 1951 — «Люди доброй воли» Г. Д. Мдивани — Габу
- 1951 — «Горе от ума» А. С. Грибоедова — Репетилов
- 1952 — «Иначе жить нельзя» А. В. Софронова — инженер Груббе
- 1952 — «Шакалы» А. М. Якобсона — Чарльз Армстронг
- 1953 — «Эмилия Галотти» Г. Э. Лессинга — Маринелли
- 1955 — «Проданная колыбельная» Х. Лакснесса — мистер Пикок

#### Театр имени Вл. Маяковского
- 1959 — «Аристократы» Н. Ф. Погодина — Начальник
- 1959 — «Океан» А. П. Штейна — Адмирал Миничев
- 1959 — «Весенние скрипки» А. П. Штейна — Шахматов
- 1962 — «Поворот ключа» М. Кундеры — Крут
- 1965 — «Между ливнями» А. П. Штейна — В. И. Ленин
- 1969 — «Таланты и поклонники» А. Н. Островского — Нароков

### Режиссёрские работы в театре

#### Театр Революции
- 1936 — «Лестница славы» («Искусство карьеры») Э. Скриба[11]
- 1936 — «Гибель эскадры» А. Е. Корнейчука (совместно с В. Власовым и И. Ю. Шлепяновым)
- 1937 — «Последние» М. Горького
- 1941 — «Ключи Берлина» М. С. Гуса и К. Я. Финна
- 1960 — «Мамаша Кураж и её дети» Б. Брехта.

### Фильмография
- 1923 — Дневник Глумова (фильм-аттракцион, короткометражный) — Мамилюков-Проливной
- 1925 — Стачка — шпик
- 1927 — Кафе Фанкони — биржевой маклер
- 1929 — Привидение, которое не возвращается — сыщик
- 1929 — Старое и новое — крестьянин
- 1930 — Государственный чиновник — Аполлон Фокин
- 1932 — Для вас найдется работа — Франц Винер
- 1932 — Крылья
- 1933 — Дезертир — первый бонза
- 1933 — Металл (документальный)
- 1933 — Конвейер смерти — эпизод
- 1934 — Живой бог — принц Ага-хан, «живой бог»
- 1934 — Четыре визита Самюэля Вульфа — Самуэль Вульф
- 1935 — Строгий юноша — Фёдор Цитронов
- 1938 — Выборгская сторона — В. И. Ленин
- 1938 — Доктор Айболит — Айболит
- 1938 — Человек с ружьём — Ленин
- 1940 — Яков Свердлов — Ленин
- 1942 — Боевой киносборник № 11 (новелла «Пауки») — доктор Хауден, хирург
- 1942 — Его зовут Сухэ-Батор — В. И. Ленин
- 1943 — Два бойца — Аристарх Павлович, профессор
- 1943 — Юный Фриц (короткометражный) — профессор «антрепалогии»
- 1946 — Клятва — американский журналист Роджерс
- 1946 — Старинный водевиль — Мордашев
- 1947 — Свет над Россией — скептик
- 1948 — Суд чести — Александр Александрович, председатель Правительственной комиссии
- 1949 — Сталинградская битва — В. М. Молотов
- 1949 — Падение Берлина — В. М. Молотов
- 1950 — Заговор обречённых — американский посол Мак-Хилл
- 1956 — Дело № 306 — Иркутов
- 1956 — Убийство на улице Данте — Филипп, отец Шарля Тибо
- 1957 — Рассказы о Ленине — В. И. Ленин
- 1957 — Ленинградская симфония — профессор Багдасаров
- 1965 — Ленин в Польше — В. И. Ленин
- 1971 — Таланты и поклонники (фильм-спектакль) — Мартын Прокофьич

### Озвучивание
- 1954 — Эрнст Тельман — сын своего класса (ГДР) — Ленин (роль П. Шорна)
- 1958 — Шли солдаты… — голос Ленина

## Архив
Обширный фонд М.М. Штрауха и его жены Ю.С. Глизер хранится в Российском государственном архиве литературы и искусства. Он насчитывает 2517 единиц хранения и охватывает период с 1810 по 1973 гг. Основу фонда составляют материалы артистической и режиссерской деятельности, разработки М.М. Штраухом ролей Ю.С. Глизер, фотографии, переписка, рисунки и др.